# VII. Bohemund antiochiai fejedelem
VII. Bohemund (Antiochia, 1260/62 – 1287. október 19.), franciául: Bohémond VII de Poitiers d'Antioche,  arabul: بوهيموند السابع, születése jogán antiochiai herceg és tripoliszi gróf, öröksége révén Antiochia címzetes fejedelme és Tripolisz grófja IV. Bohemund néven. I. Izabella és I. Hetum örmény királyok anyai unokája és Antiochiai Mária thébai úrnő nővére. A Poitiers-ház uralkodója.

## Élete
VI. Bohemund (1237–1275) antiochiai fejedelem és Szibilla (1240 körül–1290) örmény királyi hercegnő lánya. Kisfiú volt még, mikor 1268-ban az egyiptomi seregek elfoglalták az Antiochiai Fejedelemséget. Az uralkodócsalád ekkor a szomszédos Tripoliszi Grófság székhelyén, Tripoliszban rendezkedett be, mivel 1187 óta az antiochiai fejedelmek a Tripolisz grófja címét is viselték.
1275. március 11-én, május 11-én vagy júliusában meghalt az apja, VI. Bohemund, és az anyja, Szibilla özvegy fejedelemné átvette a régensséget a kiskorú VII. Bohemund nevében, amíg el nem érte a nagykorúságot.
1278-ban feleségül vette Brienne-i Margit (–1328) címzetes konstantinápolyi latin császári hercegnőt, aki Brienne-i Lajosnak, Beaumont-en-Maine algrófjának a lányaként I. János jeruzsálemi király unokája volt.
1287. október 19-én VII. Bohemund gyermektelenül meghalt, és a húga, Lúcia megörökölte a Tripoliszi Grófságot, valamint az antiochiai fejedelmi címet.